# Ministère du Développement agraire et de l'Irrigation
Pour les articles homonymes, voir Ministère de l'Agriculture.
Le ministère du Développement agraire et de l'Irrigation (en espagnol : Ministerio de Desarrollo Agrario y Riego del Perú) est le département du pouvoir exécutif chargé d'assurer le développement de l'agriculture dans l'État péruvien. Son siège est à Lima. 
Le ministre actuel est Juan Altamirano Quispe.
Le ministère possède un enjeu important au Pérou, pays fortement consacré à l'agriculture, et dont les objectifs sont de renforcer l'organisation des producteurs dans les filières de productions, promouvoir l'innovation technologique et faciliter l'accès de l'agriculture à l'économie de marché.

## Histoire
Le 2 janvier 1943, le gouvernement de Manuel Prado Ugarteche décide la création du ministère de l'Agriculture. Le premier titulaire du ministère est Benjamín Roca García.

## Objectifs
- Renforcer les organisations de producteurs et favoriser leur intégration dans les approches de gestion des bassins versants et des filières de production.
- Promouvoir l'innovation technologique et la formation liée à la gestion commerciale du producteur agricole, en facilitant l'assistance technique.
- Mettre en place un système d'information agricole permettant aux agents économiques de prendre des décisions de gestion efficaces.
- Fournir aux producteurs agricoles un accès aux services juridiques, administratifs, de gestion, de financement, d'assistance technique, de santé et autres services de conseil leur permettant d'améliorer leur capacité de gestion.
- Faciliter l'articulation de la petite agriculture avec l'économie de marché, à travers la mise en place de politiques d'utilisation adéquate des ressources naturelles.

## Organisation
- Secrétaire générale
  - Direction générale de la planification et du budget agraires
- Vice-ministre du Développement de l'Agriculture Familiale et des Infrastructures Agricoles
  - Direction générale des politiques agraires
  - Direction générale du suivi et de l'évaluation des politiques
  - Direction générale de l'articulation intergouvernementale
- Vice-ministre des politiques et de la tutelle du développement agraire
  - Direction Générale de l'Agriculture
  - Direction Générale de l'Elevage
  - Direction générale des affaires environnementales agricoles
  - Direction Générale des Infrastructures Agricoles et de l'Irrigation
- Conseil consultatif agricole
- Direction générale des affaires agricoles
- Directions régionales de l'agriculture

## Organismes liés au ministère
- Autorité nationale de l'eau (es) (ANA)
- Institut national de l'innovation agraire (es) (INIA)
- « Service national de santé agricole du Pérou » (SENASA)
- « Service national des forêts et de la faune » (SERFOR)

## Liste des ministres
| Ministre | Ministre | Ministre               | Parti  | Gouvernement     | Début du mandat   | Fin du mandat     |
| -------- | -------- | ---------------------- | ------ | ---------------- | ----------------- | ----------------- |
|          |          | Víctor Mayta           | FL     | Castillo I et II | 29 juillet 2021   | 1er février 2022  |
|          |          | Alberto Ramos          | Indép. | Castillo III     | 1er février 2022  | 8 février 2022    |
|          |          | Óscar Zea              | PL     | Castillo IV      | 8 février 2022    | 22 mai 2022       |
|          |          | Javier Arce Alvarado   | PL     | Castillo IV      | 22 mai 2022       | 5 juin 2022       |
|          |          | Andrés Alencastre      | Indép. | Castillo IV      | 6 juin 2022       | 13 septembre 2022 |
|          |          | Jenny Ocampo           | Indép. | Castillo IV      | 13 septembre 2022 | 25 novembre 2022  |
|          |          | Juan Altamirano Quispe | Indép. | Castillo V       | 25 novembre 2022  | 7 décembre 2022   |
|          |          | Nelly Paredes          | Indép. | Boluarte         | 10 décembre 2022  | En cours          |